# Caudiès-de-Fenouillèdes
Caudiès-de-Fenouillèdes (okzitanisch: Caudièrs de Fenolhet) ist eine südfranzösische Gemeinde mit 585 Einwohnern (Stand 1. Januar 2022) im Département Pyrénées-Orientales in der Region Okzitanien.

## Geografie
Caudiès-de-Fenouillèdes liegt in einem Tal des Fenouillèdes, etwa 54 Kilometer (Fahrtstrecke) in nordwestlicher Richtung von Perpignan entfernt. Saint-Paul-de-Fenouillet, der Hauptort des Kantons, liegt gut elf Kilometer südwestlich. Bis zur imposanten Burgruine von Puilaurens sind es etwa sieben Kilometer in westlicher Richtung. Das Gemeindegebiet ist Teil des Regionalen Naturparks Corbières-Fenouillèdes.

## Bevölkerungsentwicklung
| Jahr      | 1968 | 1975 | 1982 | 1990 | 1999 | 2007 | 2017 |
| Einwohner | 792  | 677  | 618  | 580  | 598  | 586  | 618  |

## Wirtschaft
In Caudiès-de-Fenouillèdes wie in der waldreichen Umgebung des gesamten Fenouillèdes wird in geringem Maße Land- und Forstwirtschaft betrieben. Die Vermietung von Ferienhäusern (gîtes) spielt eine wichtige Rolle im Wirtschaftsleben der kleinen Gemeinde.
Caudiès-de-Fenouillèdes ist eine der rund 125 Gemeinden, die ihren Wein unter der Herkunftsbezeichnung Côtes du Roussillon AOC vermarkten darf.

## Geschichte
Die erste urkundliche Erwähnung des Ortes stammt aus dem Jahr 852. Im Mittelalter wurde der Ort von einer Burg (Castel-Fizel) beherrscht, die auch als Sitz eines Verwaltungs- und Gerichtsbezirkes viguerie fungierte.

## Sehenswürdigkeiten
- Die spätgotische Wallfahrtskirche Notre-Dame-de-Laval liegt in eindrucksvoller Umgebung auf einem Hügel oberhalb des Ortes. Sie wurde im 15. Jahrhundert an der Stelle einer älteren Einsiedelei (ermitage) erbaut. Auf dem Weg vom Dorf zur Kirche steht eine Kapelle mit einer Figur der Hl. Familie sowie ein Torbogen mit zwei monolithischen Säulen und wiederverwendeten romanischen Kapitellen; darüber befindet sich eine Muttergottes mit Kind aus dem 15. Jahrhundert. Das einschiffige Innere der Wallfahrtskirche ist mit einem Rippengewölbe bedeckt. Hinter dem Altar befindet sich ein geschnitztes Retabel mit Darstellungen aus dem Marienleben.
- Die Burgruine des Castel-Fizel befindet sich etwa zwei Kilometer vom Ort entfernt und ca. 150 Meter oberhalb der Straße.

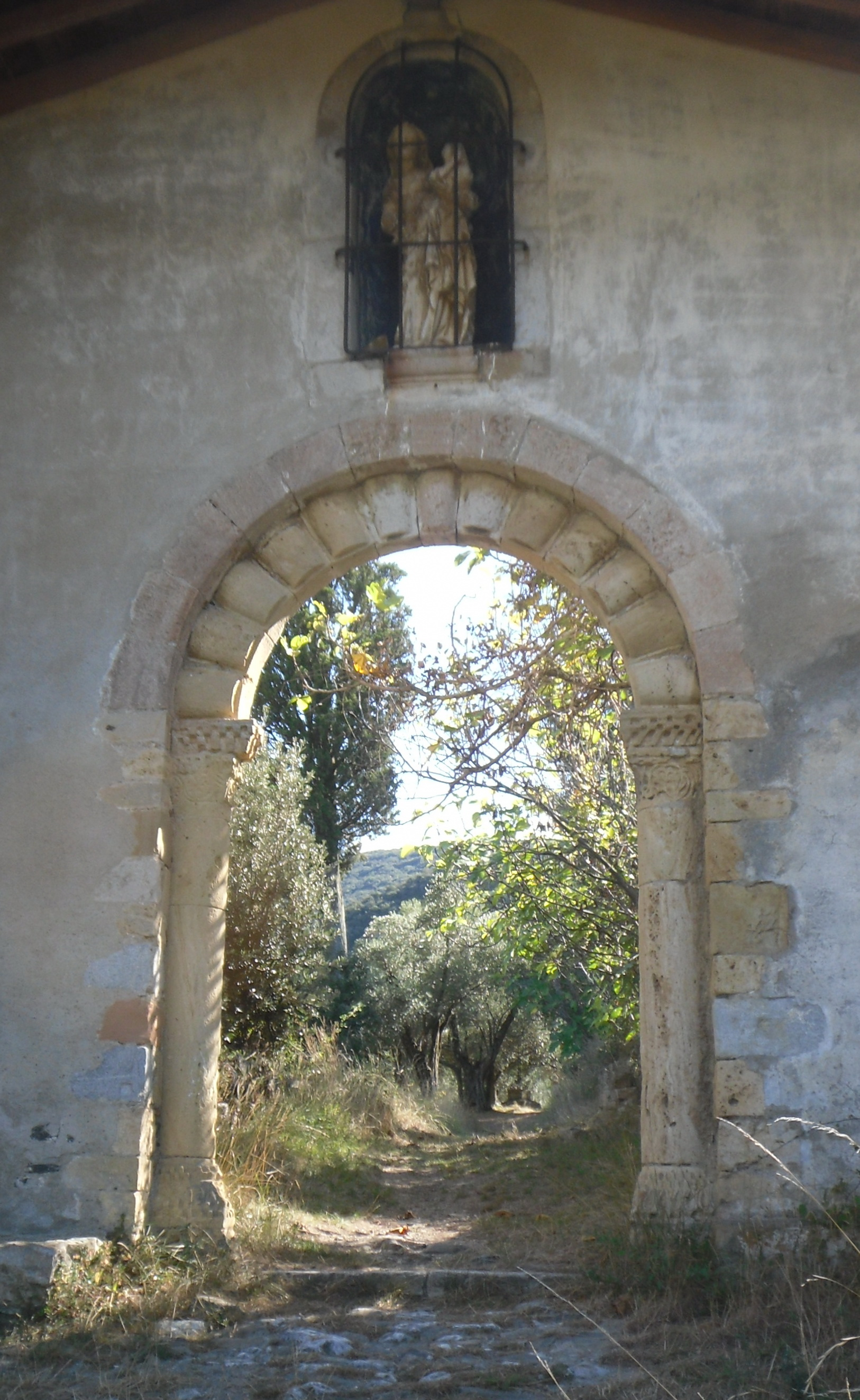
Torbogen auf dem Pilgerweg
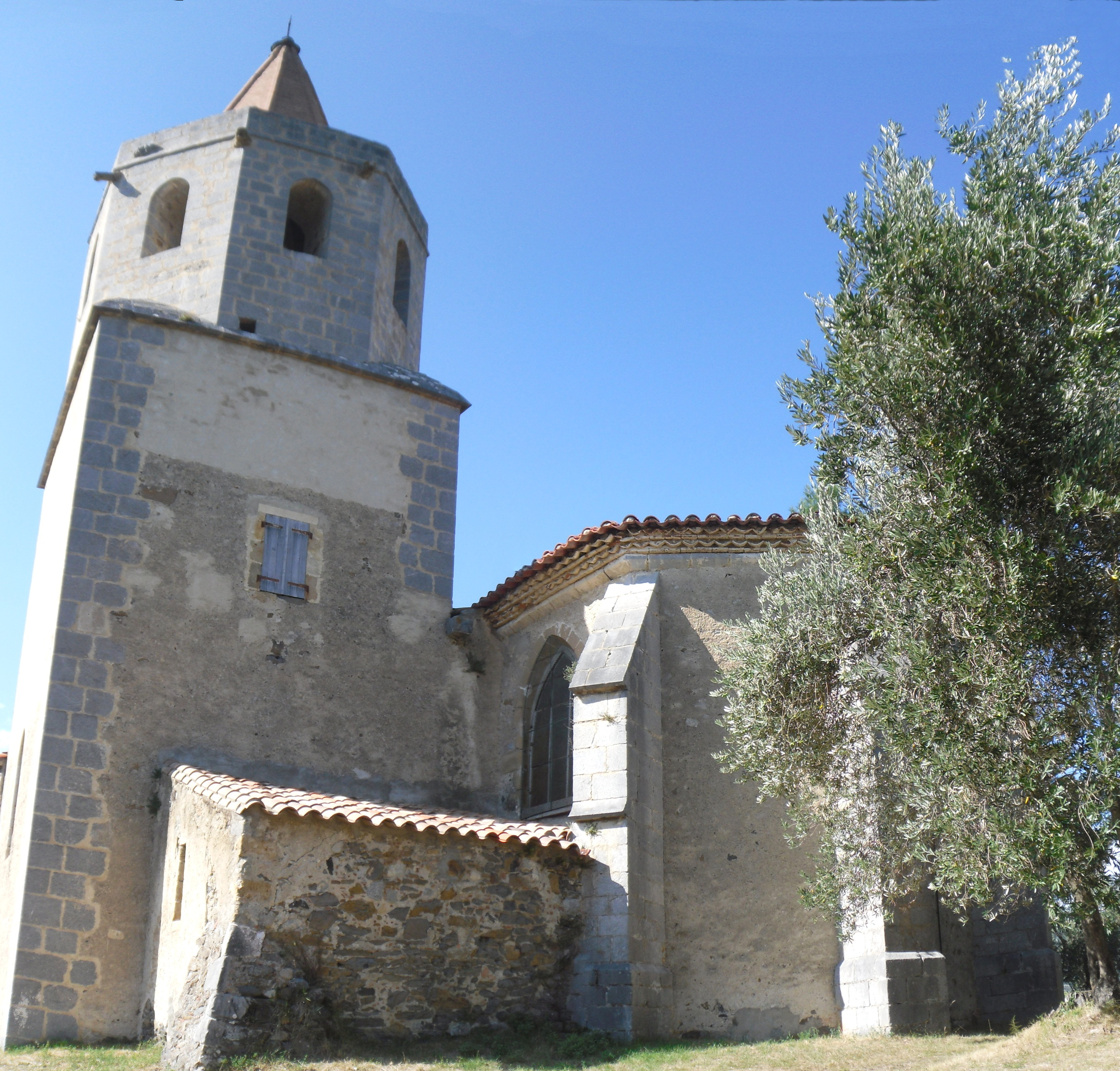
Turm und Chor der Kirche Notre-Dame
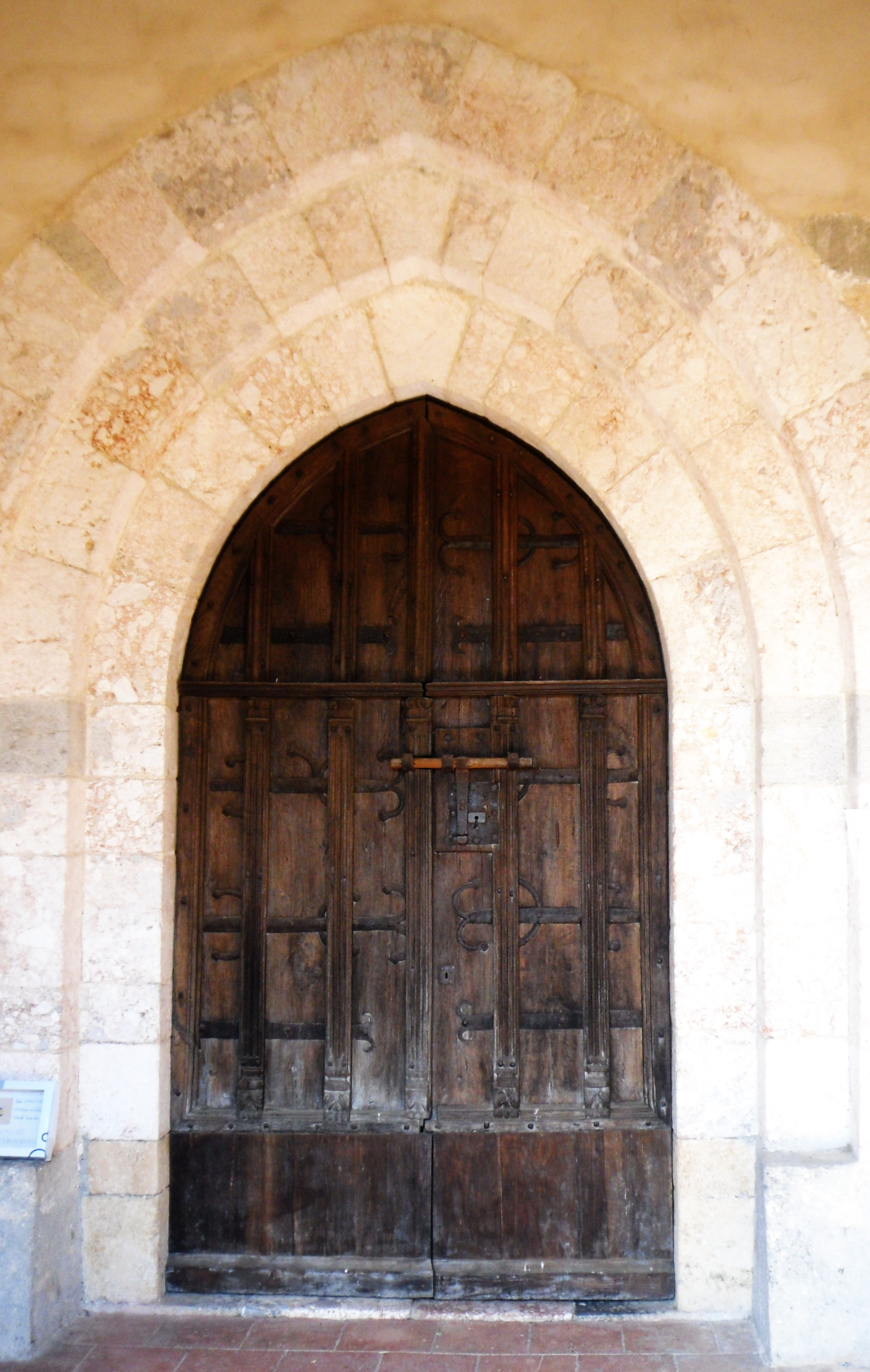
Portal der Kirche Notre-Dame